# Minamoto no Yoshinaka

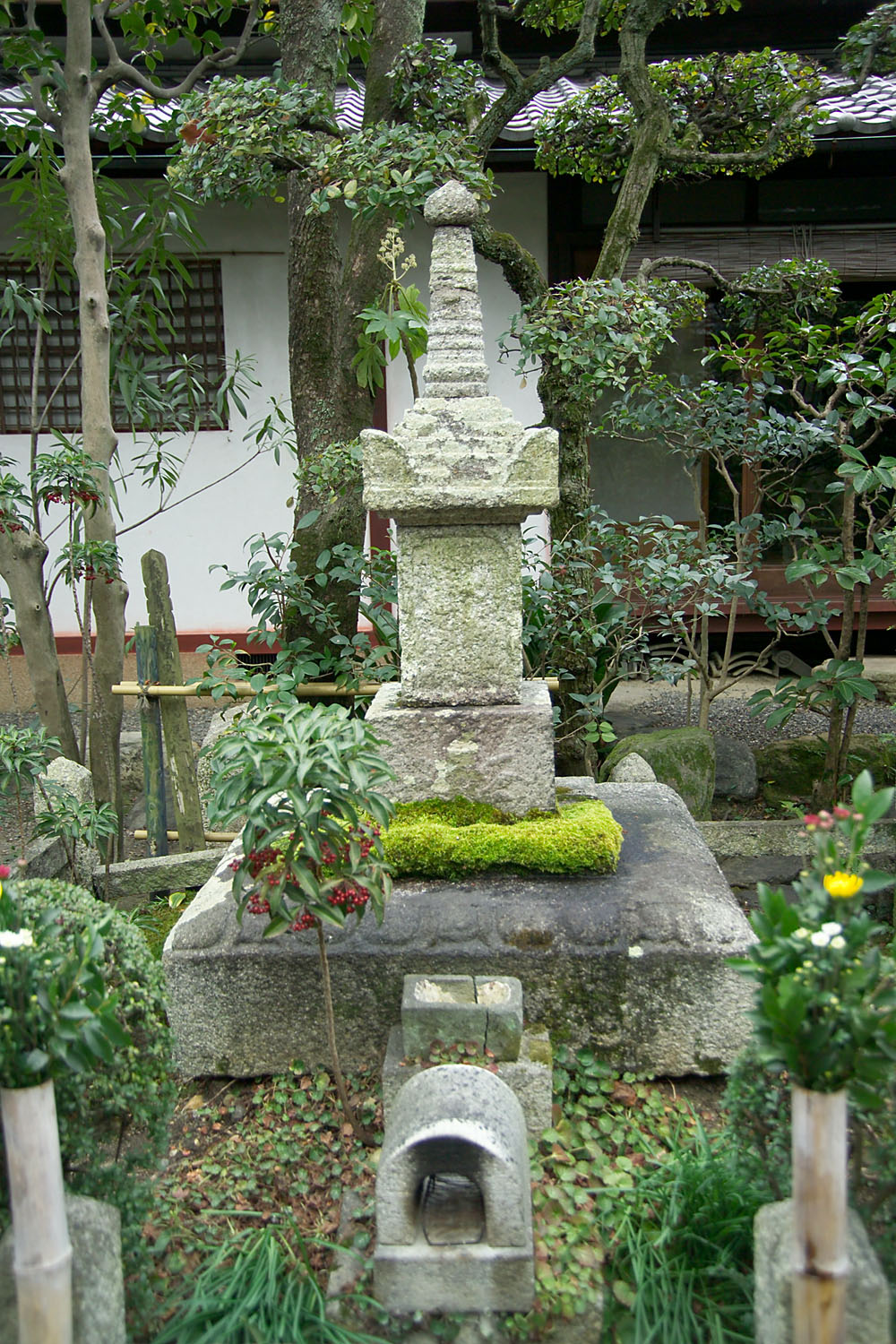
Yoshinaka grav i Shiga-prefekturen

Minamoto no Yoshinaka (源 義仲) född 1154, död 4 mars 1184, var en general under den senare delen av Heian-perioden. Som medlem av Minamoto-klanen, var han rival med sin kusin Minamoto no Yoritomo under Genpei-kriget mellan Minamoto- och Taira-klanerna.
Yoshinaka föddes i Musashi-provinsen, i Japan. Hans far, Minamoto no Yoshikata blev dödad, och hans egendomar erövrade av Minamoto no Yoshihira, i en släktfejd medan Yoshinaka fortfarande var liten. Yoshihira försökte döda även Yoshinaka, men denne undkom och fick växa upp hos Nakahara-klanen i Kiso, Shinano-provinsen, i nuvarande Nagana-prefekturen. Yoshinaka uppfostrades tillsammans med Nakahara Shiro. Shiro skulle senare bli Imai no Shiro Kanehira, Yoshinakas bäste vän och mest lojale följeslagare.  Yoshinaka ändrade senare sitt namn från Minamoto till Kiso.  
1180 fick Yoshinaka prins Mochihitos upprop till medlemmarna i Minamoto-klanen att motsätta sig Taira-klanens planer på tronföljd. Yoshinaka gick med i Genpei-kriget och la snabbt under sig Shinano-provinsen. 1181 försökte Yoshinaka återta sin faders kontroll över Musashi-provinsen, som då tillhörde hans kusin, Minamoto no Yoritomo. De nådde en uppgörelse utan strid, som innebar att Yoshinaka fick erkänna Yoritomo som ledare av Minamoto-klanen och ge upp sina ambitioner om att återta faderns marker. Han fick också sända sin son, Yoshitaka till Kamakura som gisslan.
Efter att ha förlorat ansiktet på detta sätt, bestämde sig Yoshinaka att komma först till Kyoto, slå Tairas styrkor på egen hand och ta kontrollen över Minamoto.
Yoshinaka besegrade Taira-armén som leddes av Taira no Koremori i slaget vid Kurikara och marscherade mot Kyoto.  Tairas styrkor gjorde reträtt från huvudstaden och tog den sexårige kejsare Antoku, med sig. Tre dagar senare tågade Yoshinakas armé in i Kyoto, där den fängslade kejsare Go-Shirakawa gav honom titeln Asahi Shogun. Därefter beordrade han Yoshinaka att anfalla Taira, för att få ut armén ur huvudstaden.
När Yoshinaka senare återvände till Kyoto efter striderna mot Taira, var det för att finna att kejsaren under tiden hade lierat sig med hans kusin Yoritomo. Yoshinaka tog kontroll over staden och fängslade Go-Shirakawa. Kejsaren tvingades utnämna honom till shogun. Detta fick Yoritomo att beordra sina bröder, Minamoto no Yoshitsune och Minamoto no Noriyori att anfalla Yoshinaka.  
I striderna som följde tvingades Yoshinaka retirera från Kyoto och blev sedan dödad av sina kusiner i slaget vid Awazu i Ōmi-provinsen (i nuvarande Shiga-prefekturen) tillsammans med sin trogne följeslagare Kanehira. Yoshinaka ska ha försökt dra sig undan för att ta sitt eget liv. Det berättas att hans häst ska ha fastnat på ett fält med frusen lera, under flykten, vilket gjorde att hans fiender kunde komma ikapp och döda honom.
Yoshinaka begravdes i Otsu, in Ōmi. Senare, under Muromachi-perioden byggdes ett tempel till hans ära. Kanehiras grav finns också i Otsu.
Minamoto no Yoshinakaär en av många huvudpersoner i det episka verket Heike monogatari (japanska 平家物語, ungefär Berättelser om Heike). Berättelsen om Yoshinaka och Kanehira är väl känd i Japan och har också skildrats i no-dramat "Kanehira". I det berättar Kanehiras plågade själ om sin och Yoshinakas död, och om sin längtan över till den andra sidan.

## Eftermäle
Asteroiden 4574 Yoshinaka är uppkallad efter Yoshinaka.